# 国本剛章
国本 剛章（くにもと たけあき、1962年1月11日 - ）はゲームミュージックの作曲家、ベーシスト。愛称は「キノコ」で、「キノコ国本剛章」名義でも活動している。

## 経歴

### 生い立ち、ハドソン楽曲制作時代
北海道札幌市出身。北海道札幌南高等学校普通科卒、北海道大学工学部出身。
6歳の時に父からピアノを買い与えられ、小中学生の9年間ピアノを習う。また、中学生の頃からロックや洋楽に興味を持ち始める。
大学時代はバンド活動とアルバイトに明け暮れ、結果的に大学は2回留年し6年通った末に除籍となっている。1度目の留年をした1985年の5年生の時には、当時ヤマハのMSX用ミュージックシーケンサーソフトで曲の打ち込みをしていた腕を買われ、ヤマハ札幌店の店内で自動演奏のデモや接客のアルバイトを行っていた。そうした中、札幌市に本社があったハドソンのプログラマーである笹川敏幸が来店して店内で流れる自動演奏の曲に興味を持ち、曲を作った国本を会社に誘う。会社では、開発進行度が7、8割ほどだった『チャレンジャー』の画面を見せられて曲作りを依頼され、同年10月の23歳の時に発売、これがゲーム音楽作曲家デビュー作となる。なお、国本はこれ以降ハドソンの楽曲を多く手掛けているが、ハドソンの社員ではない。
1986年発売の『迷宮組曲 ミロンの大冒険』の曲を作っていた時期に大学の担当教授から「卒業の見込みはない」として授業料を払って中退するか払わずに除籍になるかの2択を迫られ、前述のように除籍となる。一方、1987年頃のハドソンでは企業規模拡大の影響で複数のゲームの曲を同時並行的に複数の作曲家が担当する体制になり、詳しい状況説明がないまま発注されることもあったため、曲に対する思い入れが低下していく。また1988年頃には、発売が予定されていた『天外魔境 ZIRIA』（1989年発売）の作曲に映画『ラストエンペラー』（1987年公開）で賞を受賞し注目を浴びていた坂本龍一を起用したという話を聴いて「自分には二度とゲーム音楽制作の依頼はこないだろう」と感じ、実際にハドソンからの仕事依頼が自然消滅した。こうしたことが決め手となり、1988年の秋頃、26歳の時にバンドメンバーとともに札幌を離れて上京する。

### サラリーマン時代
これ以降、サラリーマンをしながら趣味でバンド活動を行うという生活が20年ほど続く。1990年11月には、バンドオーディション番組『三宅裕司のいかすバンド天国』にバンド「星観る人」として出演する。一方、同じ1990年頃にはハドソンとは別の会社からゲームボーイ用ソフトの曲作りを依頼されるが、制作した曲は結局採用されなかった。1990年代以降はゲームハードの進化により同時発音数が増加したり生音で音数を実質無限に使えたりする時代を迎え、少ない音数の音楽を得意とする国本のもとにゲーム音楽の仕事が来ない状況となる。
2000年代半ば頃よりPCでインターネットを利用し始め、その中で、国本の曲を子供時代に聴いていた人たちが曲について話題にしている様子を見つける。制作当時の国本は小学生に受ける曲を作ろうという意識を持っていたが曲の評価を知る手段がなかったため、インターネットを通じて初めて自分の曲が受けていたことがわかる。そして2005年11月19日、43歳の時にブログを開設し、自分の曲のことなどについて情報発信を始める。当初のアクセス数は1週間で10件程度だったが、約3か月後、ゲーム音楽研究家のhally（田中治久）のサイトでブログが紹介されるとアクセス数が100倍に急増し、チップチューン愛好家から注目されるようになる。その後、2008年には札幌時代のバンド仲間・どろんぱとのユニット「RE:YES」を結成、同年にはファミリーコンピュータ（ファミコン）用ソフトの曲を生演奏するバンド「コロニー落とし」に参加、2009年には音楽家の松澤健とのユニット「タケちゃん&健ちゃん」（後に「&」がない「タケちゃん健ちゃん」に改名）を結成する。2009年7月4日にはブログで結婚報告を行った。
2010年9月に行われた「タケちゃん&健ちゃん」のライブ会場で、客として来ていたゲーム音楽作曲家の梅本竜と出会う。当時国本は梅本のことを全く知らず、ライブ終了後に軽い話をするのみだったが、同年11月に梅本からメールが届き、今度CDを出すことになったので制作を手伝ってほしいと依頼される。これに対し国本は、音楽制作から長らく離れており創作意欲を失っていること、そしてそもそも楽曲を制作するDAW環境を持っていないことから申し出をやむなく断るが、その後梅本から2度目のメールが届き、制作が難しいならベースを弾いて録音に参加してほしいと依頼されて仕事を受けることになる。そしてある時、梅本から音楽制作ソフト「Logic Pro 9」をインストールしたほぼ新品のMacBook Proを「預ける」といってプレゼントされ、「これで国本さん、作曲してください」「自分はLogic使ったことないので、国本さんが先に勉強して私に教えてください」と告げられる。こうした梅本の熱意ある行動に国本は次第に気持ちが高まり、同時に退屈に感じていたサラリーマン生活に対して区切りがついたことから、2011年3月に約20年勤めた会社を退職する。しかしそのさなか、梅本は2011年1月頃から病気で体調を崩し、同年8月16日に37歳で死去する。同年10月22日開催のライブでは梅本が作曲したゲームソフト『赤い刀』の曲が演奏され、以降も国本はライブや追悼CDなどで梅本の曲の演奏に参加している。また、ブログなどでは折に触れて梅本に対する思いを語っている。

### 作曲活動再開後
2012年8月3日に初のソロアルバム『ひつじの丘』をリリース。収録曲の打ち込み、録音、ミックスは全て梅本竜から託されたMacBook Pro+Logic Pro 9上で行い、収録7曲目の「膠着」は梅本の闘病時の様子を表現している。
同じ2012年にはギタリストのテンドウとのユニット「オール1ブラザーズ」を結成。2013年からは歌手・のこいのこのライブサポートメンバーとしても活動する。
2016年1月30日にコロンバスサークルが発売したゲームソフト形式の音楽アルバム『8BIT MUSIC POWER』に楽曲1曲を提供。ゲーム音楽作曲家としての作品発表は1989年発売の『ブレイクイン』以来で、以降ゲーム作品への楽曲提供を再開する。
2017年には音楽グループ「ゲー音部」のメンバー・さば夫とのユニット「剛剛ズ」を結成。2020年にはゲーム音楽作曲家の古川元亮とのユニット「FKS37」を結成する。
2022年5月9日に2枚目のソロアルバム『Baby's breath』をリリース。全12曲中8曲がボーカル曲で、そのうち7曲は作詞も国本が担当している。
2023年、テンドウと組むオール1ブラザーズにドラマーの菜摘を加えたスリーピースバンド「ピコピコハンマーズ」を結成。

## 人物
- 小学校低学年の頃、有名なクラシック音楽を集めたレコード全10枚組が家にあり、レコードプレーヤーで愛聴していた。このレコードの中にはフランツ・シューベルトの『軍隊行進曲』やジョルジュ・ビゼーの『アルルの女』が含まれており、後にゲーム音楽作曲家となった際、前者を『チャレンジャー』の曲に、後者を『忍者ハットリくん』の曲に使用し、子供時代の経験を仕事につなげている[4][41]。
- 影響を受けたベーシストとして、ジャコ・パストリアスと岸部一徳を挙げている[10]。小学校高学年の頃、岸部が参加する井上堯之バンドが演奏したテレビドラマ『太陽にほえろ!』の曲をきっかけにベーシストに注目するようになり、中学時代にはサウンドトラックレコードをよく聴いていた[42][43]。
- 影響を受けた作曲家としては、『太陽にほえろ!』の曲を作った大野克夫、シンセサイザー楽曲の第一人者である冨田勲、『ウルトラセブン』の曲を作った冬木透を挙げている[5]。
- 「キノコ」という愛称は若い頃の髪型がマッシュルームカットだったことが由来で、大学時代の音楽仲間から呼ばれていた[10]。
- 大学時代に組んでいたバンドの先輩には作曲家の前野知常がおり、前野がリードボーカルを、国本がキーボードを担当していた[44]。なお、前野も後にハドソンのゲーム音楽を手掛けている。
- 大学時代当初はキーボードを演奏していたが、大学3年から4年の頃に歌詞重視のパンク・ロック調のメッセージソングをやりたいと考えるようになり、キーボードでは格好がつかないことなどからベースに転向した[5][10]。
- ファミコンのコントローラ操作が苦手なため、ハドソンの楽曲制作当時にソフトをプレイしてもなかなか進められず、自身の曲がどのように使われているのか確認できなかった[45][46][12]。後に、動画サイトのゲーム動画を通じて曲の使われ方を確認している[12]。
- プロ野球チームは阪神タイガースのファンで、所属選手時代の新庄剛志を好きになったことがきっかけになっている[47]。また、この関係から、新庄が選手や監督として所属している時期の北海道日本ハムファイターズも応援している[48][49]。

## 作風
- 国本が手掛ける楽曲では、「C（ド・ミ・ソ） → D（レ・♯ファ・ラ） → E（ミ・♯ソ・シ）」など「長三和音 → 全音上の長三和音 → さらに全音上の長三和音」というコード進行がよく用いられている[50]。また、応用として、直前に短三度下（3半音下）から始めるコード進行（例：Bm → D → E → F♯）も用いられる[51]。これについて国本は、テレビアニメ『科学忍者隊ガッチャマン』の主題歌「ガッチャマンの歌」のサビ部分の最後「おお ガッチャマン ガッチャマン」のコード進行（A♭ → B♭ → C）にちなんで「ガッチャマン進行」と命名している。国本によると、このコード進行は「つらい事に立ち向かい、困難を乗り越えるとその先に明るい未来が待っている」という感じがするという[50]。
ファミコン用ソフトの曲を制作していた当時の国本はこのコード進行をほとんど無意識に採用していたが、ユニットを組んでいる松澤健との2011年のライブの中で松澤から指摘されたことを機に意識するようになり、以降は「開き直って『ガッチャマン進行』をあえて多用している」という[52][53]。

## 作品

### ゲームソフト
作曲作品を記載。特記のないものは全曲担当。
- チャレンジャー（1985年、ハドソン）[1]
- 忍者ハットリくん（1986年、ハドソン）[1]
- スターソルジャー（1986年、ハドソン）[1]
- 迷宮組曲 ミロンの大冒険（1986年、ハドソン）※ボーナスステージ曲を除く全曲を担当[1]。
- 新人類（1987年、リコーエレメックス（開発：ハドソン））※ジングル3曲を担当[1][54]。
- ミッキーマウス 不思議の国の大冒険（1987年、ハドソン）※5曲担当[1][55]。
- 高橋名人のBUGってハニー（1987年、ハドソン）※7曲担当[1][56]
- ヘクター'87（1987年、ハドソン）[1]
- ボンバーキング（1987年、ハドソン）※8曲担当[1][57]。
- 桃太郎伝説（1987年、ハドソン）※2曲（金太郎の村の曲とレベルアップ時のジングル）担当[1]。
- カトちゃんケンちゃん（1987年、ハドソン）※スタッフロール曲を除く全曲を担当[1]。
- ビクトリーラン（1987年、ハドソン）[1]
- 遊々人生（1988年、ハドソン）[1]
- ブレイクイン（1989年、ナグザット（開発：ハドソン））[1][注 1]
- 8BIT MUSIC POWER（2016年、コロンバスサークル）※1曲（『PICO MY HEART』）担当[1]。
- キラキラスターナイトDX（2016年、コロンバスサークル）※1曲（LV2  STAGE1『Star☆T』）担当[1]。
- 協撃 カルテットファイターズ（2018年、ハッピーミール）※4曲担当[1][58]。
- プリンセスガーデニング（2022年、ハビットソフト）※3曲（春・夏・ボスステージ）担当[59]。
- スターガニアン（2023年、レジスタ）※2曲（「キャラバン・モード」と「チャレンジ・モード」の曲）担当[60]
- ガンストリーム チャレンジVer.（2023年、ハビットソフト）[61]
- HABiT!（2023年、ハビットソフト）[62]

### ディスコグラフィ

#### ソロアルバム
- ひつじの丘（2012年）
- Baby's breath（2022年）

#### 音源集
ゲーム音源そのままではなく、制作時のFM音源版を収録している。当時採用されなかったボツ曲も多数収録。
- 20世紀ファミコン少年（2006年） - ファミコン用ソフト向けに制作した楽曲を収録。
- PC園児（2006年） - PCエンジン用ソフト向けに制作した楽曲を収録。なお、『ブレイクイン』の曲群が『ビリヤード』名義でボツ曲の扱いになっているが、これはソフトがお蔵入りになったと国本が誤解していたためである[63][13]。
- 20世紀ファミコン少年 DECADE（2016年） - 『20世紀ファミコン少年』のリマスタリング版。追加曲あり。
- PC園児 DECADE（2017年） - 『PC園児』のリマスタリング版。追加曲あり。

#### 参加ユニットアルバム
星観る人
1988年に結成したスリーピースバンド。2000年に解散。2006年から2007年にかけて自主盤として復刻した。
なお、バンド時代にアルバム未収録だった曲「宇宙人なんちゃって」は、後に発売された『タケちゃん&健ちゃんごきげんCD』（後述）、『PC園児 DECADE』、『Baby's breath』にそれぞれ異なるアレンジバージョンが収録されている。
- 星観る人（1989年）
- みんなどこかへ行く途中（1989年） - 収録曲の「みんなどこかへ行く途中」は、後に発売された『タケちゃん&健ちゃんごきげんCD』、『Baby's breath』にそれぞれ異なるアレンジバージョンが収録されている[67][66]。
- 人間様（1990年）
- 宣告承知（1991年）
- 昼・夜・踊る（1993年）
- くすりとともに（1995年）

SALT PENUTS
1980年代末に結成したユニット。
- JETTER (2011年)

RE:YES
2008年に札幌時代のバンド仲間と結成したユニット。
- 昔の恋人（2011年）

コロニー落とし
2008年より2013年まで参加。R&G（ロック＆ゲーム）を掲げるファミコンバンド。野狐禅のメンバーであるハマノヒロチカも参加。
- ブリティッシュ作戦 (2011年)

タケちゃん健ちゃん
2009年に松澤健と結成したユニット。結成当時の名前は「タケちゃん&健ちゃん」だったが2018年に改名した。
- タケちゃん&健ちゃんごきげんCD（2011年）
- タケちゃん健ちゃん  ごきげんWCD（2018年） - CD2枚組で、1枚目は『タケちゃん&健ちゃんごきげんCD』の復刻版[68]。2枚目に収録の「時空超越怪人フィードバッカー」は『Baby's breath』にも収録[66]。

オール1ブラザーズ
2012年に結成したユニット。
- 1（2014年）
- Stack Cats（2019年） - 収録曲の「As No Friction」は『Baby's breath』にも収録[66]。

FKS37
2020年に古川元亮と結成したユニット。
- キノコともちこ（2020年）

### 参加作品
国本が演奏者や編曲家として参加した作品。後述のトリビュートアルバムを除く。

#### アルバム
- UMEMOTO 〜He Lives Here〜（2011年） - 『赤い刀』の曲『stage1 涅槃門』の演奏にベースで参加。なお、このアルバムはゲームイベント「ゲームレジェンド」で無償頒布され、翌年に頒布元のWOODSOFTのサイトで無償公開されている[69][70]。
- 熱血大音楽祭（2012年） - 『ロックマン2 Dr.ワイリーの謎』などのアレンジ曲『アクションゲームメドレー』を「コロニー落とし」として演奏[71]。
- メガロック カーニバル（2013年） - 『ロックマン4 新たなる野望!!』の曲『オープニング』のアレンジ曲を「オール1ブラザーズ」として演奏[72]。
- TRIBUTE TO RYU UMEMOTO 〜 Music From YU-NO（2016年） - 『この世の果てで恋を唄う少女YU-NO』の曲『成長』のアレンジを担当[73]。
- チップ当会（2024年、ファミリーコンティニュー） - 収録曲の一つ『犯人は、、、～キノコ国本Remix～』（2017年リリースのアルバム『8bitboy e.p.』収録の曲『犯人は…』のアレンジ）を担当[74]。

#### ゲームソフト
- もぐらたん（2017年、Nukenin） - BGM制作にベースで参加[75]。
- 東方幻想麻雀（2024年、メディアスケープ） - 2024年発売のSteam版からの追加曲『Catalyst』（東方Projectシリーズの曲『輝く針の小人族〜Little Princess』のアレンジ）を担当し、「キノコ国本剛章BAND」として演奏も行っている[76][77]。

### その他楽曲
作曲作品を記載。ユニットによる楽曲やアルバムが初出の楽曲を除く。
- GAMEOVER（2013年） - 架空のゲームソフト『激おこぷんぷん丸』のゲームオーバー時のジングル曲として制作[78]。
- 激おこぷんぷん丸 エンディングテーマ（2013年、唄：VY1（VOCALOID）、作詞・作曲：国本剛章） - 架空のテレビアニメ『激おこぷんぷん丸』のエンディングテーマ曲として制作[79]。後に『20世紀ファミコン少年 DECADE』に収録[80]。
- DAWN -Theme of NJBP-（2017年、唄：ゆげみわこ、作詞：市原雄亮、作曲：国本剛章、編曲：羽田二十八） - 新日本BGMフィルハーモニー管弦楽団のテーマ曲[81]。
- わらわはシャノワールじゃ！（2018年、唄：姫乃たま、作詞：河崎実、作曲・編曲：国本剛章） - 河崎実監督映画『シャノワールの復讐』の主題歌[82]。
- マキモト真珠の歌（2019年、唄：月、作詞：ししまる太郎、作曲：キノコ国本剛章） - ハッピーミールのゲームソフト『伊勢志摩ミステリー案内 偽りの黒真珠』の中で言及される架空の企業「マキモト真珠」のCMソングとして制作[83]。後に『Baby's breath』に収録。なお、このゲーム内では国本が端役キャラクターとして登場している[84]。
- YouTubeチャンネル「8bitちゃんねる」のBGM（2025年） - 2025年1月1日配信の動画より使用[85]。

## トリビュートアルバム
国本の楽曲を様々なミュージシャンがアレンジしたトリビュートアルバム。国本自身も一部楽曲で参加している。
- 国本剛章トリビュートCD キノコ三昧!!（2011年）
- ゲー音部DTM課4th「国本剛章トリビュート・アルバム」（2017年）
- キノコ国本剛章History Vol.1 チャレンジャー（2019年） - 『チャレンジャー』のアレンジ曲集。
- キノコ国本剛章History Vol.2 スターニンジャ（2020年） - 『スターソルジャー』『忍者ハットリくん』のアレンジ曲集。
- キノコ国本剛章History Vol.5 カトケン（2020年） - 『カトちゃんケンちゃん』『ビクトリーラン』『遊遊人生』『ブレイクイン』のアレンジ曲集。2020年に志村けんが死去したことを受け、以下の「Vol.3」と「Vol.4」に先駆けて発売された。
- キノコ国本剛章History Vol.3 迷宮ヘクター（2021年） - 『迷宮組曲 ミロンの大冒険』『ヘクター'87』のアレンジ曲集。
- キノコ国本剛章History Vol.4 ボンバーキング（2022年） - 『ボンバーキング』『新人類』『ミッキーマウス 不思議の国の大冒険』『高橋名人のBUGってハニー』『桃太郎伝説』のアレンジ曲集。
- キノコ国本剛章History Vol.6 もう1回チャレンジャー（2025年） - CD2枚組で、1枚目は「Vol.1」の再録、2枚目は『チャレンジャー』の新規アレンジ曲を収録。

## 主催イベント
出演者項目の太字は本人出演。
以下のほか、主催ではないが、ゲーム音楽イベントの運営団体「FGMF（福岡ゲームミュージックフェス）」の名誉顧問に就任している。

### JADEシリーズ
（100名以上のキャパの会場で、さまざまな編成・音楽性のグループ、個人が集うコンサート）
ゲームミュージック "JADE"
2011年3月28日（浅草橋 BUNGAJAN）
出演者：ビフテキ☆システム、タケちゃん＆健ちゃん、ファミコンバンド・スペランカー、Low-tech Son
ゲームミュージック "JADE-II"
2011年10月27日（渋谷 TAKE OFF 7）
出演者：熱血高校吹奏楽部、タケちゃん＆健ちゃん、サカモト教授
ゲームミュージック "JADE-III"
2011年12月10日（下北沢 ReG）
出演者：side show、コロニー落とし、NES BAND、てっぺい先生
ゲームミュージック "JADE-IV"
2012年8月19日（国立音楽院パラダイスホール）
出演者：hally、ヨナオケイシ、タケちゃん＆健ちゃん、ファミ箏、サカモト教授
ゲームミュージック "JADE-V"
2014年6月7日（浅草 KURAWOOD）
出演者：ファミ箏、オール1ブラザーズ、NES BAND
ゲーム・ミュージック “JADE-VI”
2017年8月27日（新大久保 CLUB Voice）
出演者：京バンド (from名古屋)、オール1ブラザーズ、NES BAND
ゲームミュージック JADE-VII
2019年9月8日（渋谷aube）
出演者：京バンド(from 名古屋)、オール1ブラザーズ、SNES BAND
ゲームミュージック JADE-VIII
2025年1月26日（渋谷aube）
出演者：京バンド(from 名古屋)、ピコピコハンマーズ（サポートメンバー：さば夫（Key.）、ふうかまりを（Vo.））、NES BAND、ファミコンキッド（MC）、PON（MC）
なお、JADE-VIIIは当初2020年7月5日に開催を予定していたが、新型コロナウイルス感染症の流行の影響で中止となった。

### CHALLENGERシリーズ
（100名未満の会場で、自身が新しい「何か」に挑戦する企画）
ゲームミュージック "CHALLENGER"
2011年8月21日（高田馬場 mono）
出演者：NES BAND、ゲー音部、タケちゃん&健ちゃん
ゲームミュージック "CHALLENGER-II"
2012年5月19日（三軒茶屋 Grapefruit Moon）
出演者：Excalipar、ゲー音部、国本剛章
ゲームミュージック "CHALLENGER-III"
2013年8月31日（新宿 ネイキッドロフト）
出演者：タケちゃん&健ちゃん、まめ（VJ）、ファミコンキッド・岡田名人（MC）
第1回 レトロゲーム クイズ王決定戦
ゲームミュージック "CHALLENGER-IV"
2014年8月30日（新宿 ネイキッドロフト）
出演者：タケちゃん&健ちゃん、サキヤマ、まめ（VJ）、ファミコンキッド・岡田名人（MC）
ゲスト：慶野由利子、篠崎雄一郎
第2回 レトロゲーム クイズ王決定戦
ゲームミュージック CHALLENGER-V
2016年8月28日（中延ボナペティ）
出演者：タケちゃん&健ちゃん、まめ（VJ）、ファミコンキッド・岡田名人（MC）
第3回 レトロゲーム クイズ王決定戦

### BURST シリーズ
（ゲーム音楽をROCKバンド形態で演奏しているグループだけが集まるイベント）
ゲームミュージック BURST
- 2014年11月15日（学芸大学 MAPLE HOUSE）
- 出演者：Excalipar、キノコ国本剛章BAND、佐藤豪バンド、まめ（VJ）、岡田名人（MC、フライヤー制作）